# Teobald Orkasiewicz

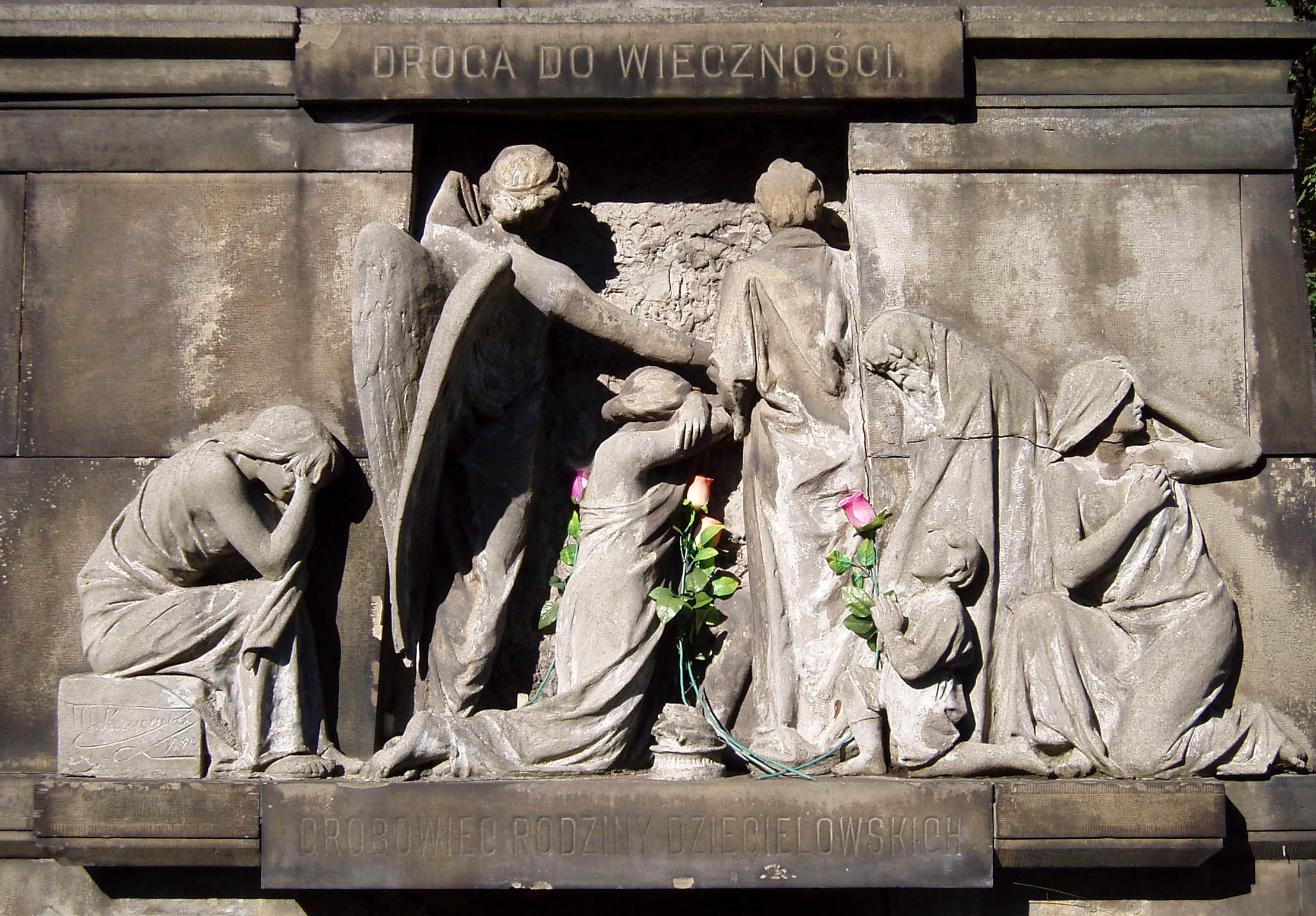
„Droga do wieczności“ na grobowcu Dzięciołowskich na Cmentarzu Janowskim

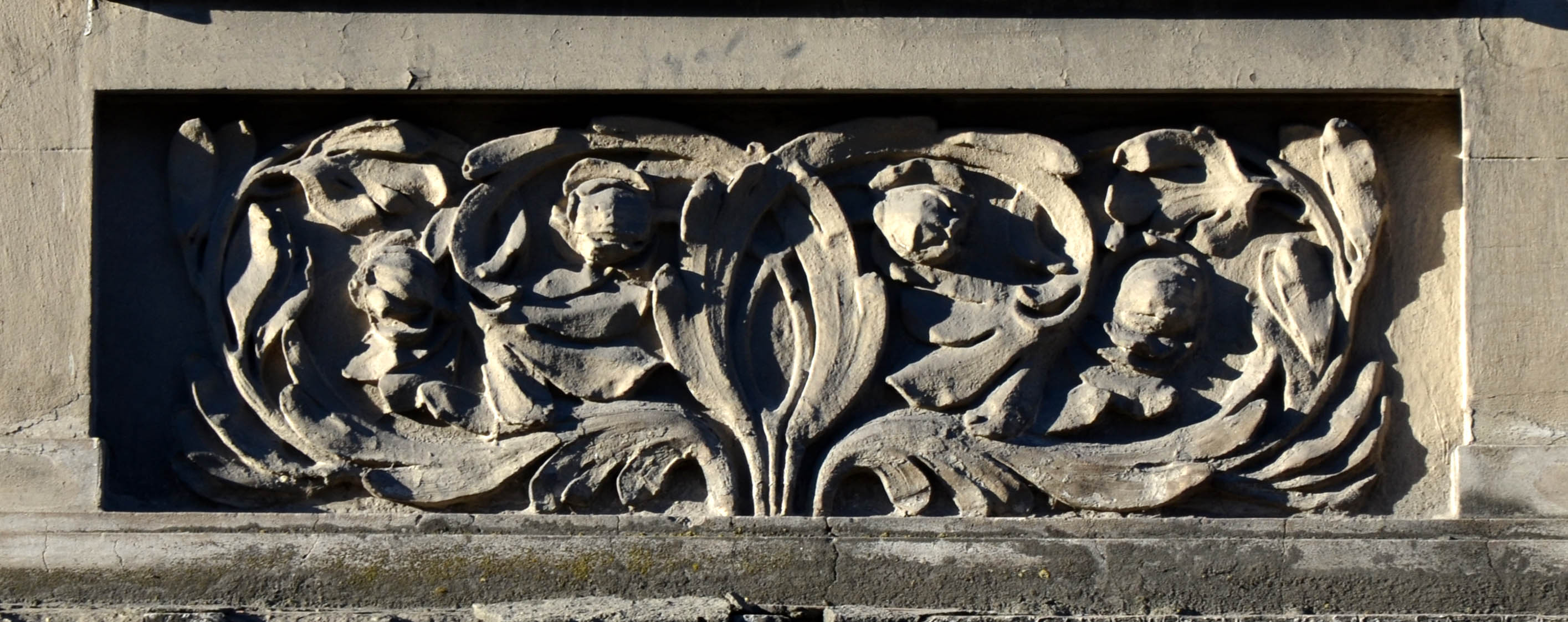
Wystrój kamienicy przy ul. Jabłonowskich (Rustaweli) 22

Teobald Orkasiewicz (ur. 1 lipca 1878, zm. 15 maja 1933 we Lwowie) – rzeźbiarz lwowski.
Uczył się w latach 1893–1895 w Lwowskiej Szkole Przemysłowej. Rozpoczął pracę w pracowni Leonarda Marconiego. Był jednym z asystent ów Antoniego Popiela przy tworzeniu kolumny Adama Mickiewicza we Lwowie.
Założył własną pracownię rzeźbiarską, początkowo przy ulicy Na Błoniu 12, potem na Polnej 49, a w latach 1913–1927 mieszkał i pracował przy ulicy Gródeckiej 143.
Zajmował się głównie rzeźbą monumentalną – wystrojem elewacji budynków oraz rzeźbą portretową i nagrobkową.
Został pochowany na Cmentarzu Janowskim.

## Dzieła
- Wystrój rzeźbiarski budynków przy ulicach Łąckiego 4 (Briułłowa), Jabłonowskich 18, 20 i 22 (Rustaweli), Antoniego Potockiego 48 (Generała Czuprynki) i wielu innych,
- Secesyjny wystrój stiukowy wnętrz lwowskiego dworca kolejowego (1902–1903)
- Figura Matki Boskiej na grobowcu sióstr karmelitanek bosych na Cmentarzu Janowskim (1905-1906)
- Krucyfiks na fasadzie cerkwi greckokatolickiej Przemienienia Pańskiego w Jarosławiu (1913)
- Płaskorzeźba „Powrót Lwowa” (1916)
- Portret Tadeusza Rutowskiego (1916)
- Portret cesarza Karola I Habsburga (1917)
- Grobowiec rodziny Terleckich na Cmentarzu Łyczakowskim (1910–1914)
- Grobowce Dzięciołowskich i Orkasiewiczów na Cmentarzu Janowskim
- Fryz dekoracyjny na cokole grobowca Władysława Grzędzielskiego na Cmentarzu Łyczakowskim (1925-1926)